# ブルーリボン運動 (北朝鮮拉致問題)

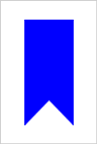
リボンの例

ブルーリボン運動（ブルーリボンうんどう）とは、北朝鮮による日本人拉致事件被害者を救出することを目的とした日本の社会運動および団体。

## 概説

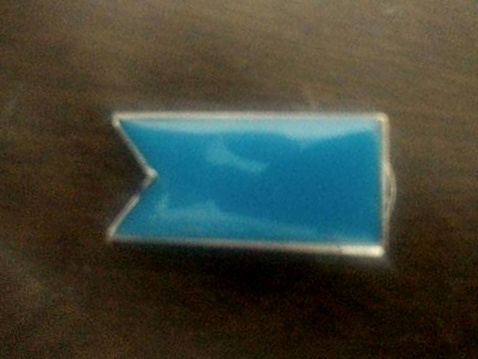
ブルーリボン運動の一環として、1つにつき500円の募金で頒布される、ブルーリボンバッジのひとつ

ブルーリボンは、空と海（特に日本海）の青い色＝ブルーに由来し、「近くて遠い国の関係である、日本と北朝鮮の間で、空と海だけが国境無しに続き、拉致被害者とその家族や日本人が空と海を見上げて、同時に無事再会の時を願う意思表示」を意味する。
団体関係者が公共場所で行う街頭署名活動や集会を行うときや、活動に賛同する一般市民、また、北朝鮮に拉致された日本人を早期に救出するために行動する議員連盟に属する国会議員などが左胸につけている。小泉純一郎は、首相在任中の2004年（平成16年）5月22日の日朝首脳会談にて、ブルーリボンバッジを胸に付けて、朝鮮労働党総書記、金正日と会談を行った。
北朝鮮による拉致救出活動としては、日本国政府認定拉致被害者の家族や親族による「北朝鮮による拉致被害者家族連絡会」、日本国政府に認定されていない特定失踪者の家族や親族による「特定失踪者問題調査会」、国会議員による「拉致議連」、都道府県で活動している「北朝鮮に拉致された日本人を救出するための全国協議会」、一般住民による地域内で活動している「ブルーリボンの会」がある。ブルーリボン運動は「ブルーリボンの会」の運動に限定されず、ここで述べた北朝鮮日本人拉致被害者救出に携わる活動団体の全体を指している。
現在、衆参の議員や地方公共団体の首長など多くの人々がブルーリボンバッジを着用している。

## 主な活動団体名（一部例）

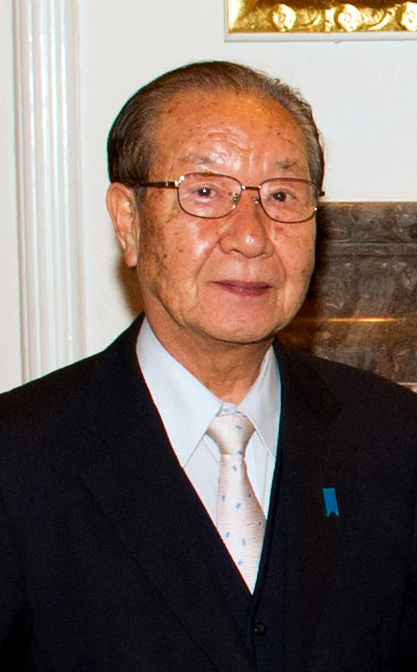
ブルーリボンバッジを着用する北朝鮮による拉致被害者家族連絡会代表飯塚繁雄

「救う会・（都道府県名）」の組み合わせ
- 救う会徳島 ほか

「（地名）ブルーリボンの会」の組み合わせ
- 柏崎市民ブルーリボンの会（新潟県柏崎市）

※ 2002年11月発足、2005年2月活動終了。
- 日本ブルーリボンの会

その他の団体
- 予備役ブルーリボンの会
- 若宮会講塾